# The Notorious B.I.G.
Kristofer Džordž Lator Valas (engl. Christopher George Latore Wallace; 21. maj 1972 — 9. mart 1997), poznatiji pod umetničkim imenima Notorijus Bi-Aj-Dži (engl. The Notorious B.I.G.), Bigi Smols (engl. Biggie Smalls) ili samo Bigi (engl. Biggie), bio je američki reper. Često je smatran od strane mnogih kao jedan od najboljih repera svih vremena.
Valas se rodio i odrastao je u Bruklinu, okrugu Njujorka. Kada je objavio svoj debi album Ready to Die 1994. godine, postao je centralna figura istočne hip hop scene i povećao je vidljivost Njujorka u žanru u vreme kada je zapadni hip hop bio dominantniji u Americi. Sledeće godine, Valas je vodio grupu Junior M.A.F.I.A. koja je bila sastavljena od strane njegovih prijatelja iz detinjstva. Godine 1996, dok je snimao svoj drugi album, Valas je bio u velikoj meri uključen u rastućem ratu istočnog i zapadnog hip hopa. Dana 9. marta 1997. godine, Valas je ubijen od strane nepoznatog napadača u pucnjavi u Los Anđelesu. Njegov album sa duplim cd-om Life After Death, koji je objavljen šesnaest dana kasnije, postao je broj jedan na američkim listovima albuma. Taj album je takođe jedan od najbolje prodavanijih u istoriji Sjedinjenih Američkih Država.
Valas je bio poznat po tamnim poluautobiografskim tekstovima i sposobnošću pripovedanja priče, koje su se okretale oko nasilja i teskobe. Takođe je poznat i po menjanju svog tona u pesmama. Nakon njegove smrti, objavljena su još tri albuma. Prodato je više od 17 miliona primeraka u Americi, uključujući 13.4 miliona albuma sa njegovim imenom.

## Biografija
Rođen je kao Kristofer Valas 21. maja 1972. godine, u Bruklinu, Njujork. Biggie Smalls, takođe poznat kao Notorious B.I.G., postao diler droge u mladosti. Bigi je doživeo teško detinjstvo, u ranom uzrastu, bio je okružen narkomanima i dilerima. Kao rezultat toga, svojim ranim tinejdžerskim danima, Bigi se pridružio životu koji je bio svuda oko njega. "Sve se dogodilo na ulici gde sam odrastao. Nije važno gde ste bili, vazno je da vam se sve kaže u lice." Počeo je da eksperimentiše sa muzikom kao tinejdžer a nedugo posle, sprijateljio se sa reperom i producentom, poznat kao Paf Dadi, odnosno Šon Kombs. Njegov debi album 1994, “Ready to Die”(Spreman da umrem), bio je hit, a njegov dugotrajni sukob sa kolegom reperom, Tupak Šakurom, pomogao da oblikuje svoju karijeru. Bigi je ubijen u Los Anđelesu 9. marta 1997. godine.

## Komercijalni uspeh
U svom naselju, Bigi Smols, kako se tada nazivao, počeo je da gradi reputaciju muzičara. Nakon preslušavanja snimka njegovog demoa od strane Mister Cee-a, poznatog DJ-a, on je predstavljen u hip-hop publikacijama.
U članku je bilo dovoljno da privuče pažnju Paf Dadija, mladog producenta u Uptown Entertainment, produkcijske kuce u Njujorku koja je specijalizovana za hip-hop i ritam i bluz. Kada su se odvojile produkcijske kuće i stvorile nove Uptown, Bad Boy Entertainment kao jedna od njih, počela je da sarađuje sa Bigijem.
Pojavljuje se na remiksu Meri Džej Blajdž za singl "Real Love" (1993) i zatim ga na drugim njenim remiksevima, "Šta je 411?". Njegov debi kao solo umetnik je došao sa pesmom  "Party and Bullshit," koja je iskorišćena za muziku za film, ”Ko je taj čovek?” (1993).
Godine 1994, objavljuje svoj debi album, “Ready to Die”, gde je ispričao priču svog života, od dilera droge do repera. Podržan sa hitovima kao što su "Juicy" i "Big Poppa", ostvario je platinasti tiraž i mladi reper postaje zvezda. Iste godine, dobio je nagrade za najboljeg novog izvođača, najbolji nastup uživo i tekstopisca godine. 
Kako su njegova moć i ugled povećani, Bigi je dao sve od sebe da održi svoj ugled. On je podržao rad nekoliko repera poreklom iz Bruklina, odveo u studio i pružio podršku. On se takođe udružio sa takvim zvezdama kao R. Keli, Majkl Džekson i mnogima drugima. Po samom završetku 1995. godine, Bigi je bio jedan od najprodavanijih muzika i najtraženijih izvođača.

## Problemi
Uspeh i bogatstvo nisu doneli mir u Bigijevom životu. U neposrednoj popularnosti “Ready to die” albuma, reper se našao u stalnom strahu. Godine 1994, rekao je za New York Times da sa novcem dolazi i mnogo problema.
Bigija strah dovedi do anksioznosti, što je dovelo do agresije. U maju 1995. godine, on je navodno pretukao čoveka nakon što su ušli u spor oko otkazanog nastupa. Kasnije, on je udario bejzbol palicom grupu ljudi koji su tražili autogram. Njegovi najpoznatiji sporovi, međutim, jesu sa drugima u hip-hop industriji, pre svega sa Tupac Shakur-om, Marion "Suge" Knight-om and Death Row Records. Rivalstvo se pretvorio u konflikt između Istočne obale i Zapadne obale (East Coast-West Coast) ( Combs i Bigi predstavljaju Istok), a tenzije su eskalirale 1994. Godine. Tada su ubijeni i opljačkani Šakur i član Vu-Tang klana. Njih dvojica su preživeli i Šakur je bio besan, optužujući Bigija i njegovu produkcijsku kuću za organizovanje napada. Svi žestoko negiraju optužbe.
Šakur je dolio ulje na vatru na istočnoj obali rep sveta sa singlom, "Hit 'Em Up", u kojem je tvrdio da je spavao sa ženom Bigija Smolsa, Faith Evans. U septembru 1996. godine, konflikt Istočna obala-Zapadna obala zagreva se čak i dalje, kada je Šakur ubijen u pucnjavi u Las Vegasu. Glasine o umešanosti Bigija odmah počinju da rastu, a kada se reper, koji je bio jedan od retkih hip-hop umetnika, nije pojavio na samitu protiv nasilja koji je održan u Harlemu nekoliko nedelja kasnije, upiranje prstom je intenzivirano.

## Ubistvo i spekulacije
Tupakova smrt uvećava strahove kod Bigija, a njegova briga je tragično opravdana 9. marta 1997. Bigi, koji je upravo izašao sa proslave 11. Annual Soul Train Music Awards, seo u auto kada se približilo još jedno vozilo do automobila, otvorilo vatru i usmrtilo ga. Bigi je imao 24 godina kada je ubijen.
Za mnoge fanove ubistvo je posmatrano kao odmazda za Tupakovo ubistvo. Bigijeva smrt je potresla svet muzike, što je izazvalo strahovanja da hip hop svet može da preraste u punopravni rat sa još mnogim oduzetim životima. To se nije dogodilo ali Bigijevi prijatelji, porodica i fanovi nikada nisu dobili nikakav odgovor u vezi njegove smrti. Uprkos godinama spekulacija u vezi sa identitetom napadača, predmet Biggie nikada nije rešen. Njegova porodica je iskrena o svojim razočarenjima u vezi vođenja slučaja i to toliko da optužuju policiju Los Anđelesa zbog zapošljavanja lažnih policajaca koji su učestvovali u ubistvu.
U 2002. godini, reditelj Nik Brumfild je objavio dokumentarac o Bigiju i Tupaku, gde je urađena runda razgovora sa ljudima koji su povezani sa njima. U maju 2012. godine, bivši policijski detektiv iz Los Anđelesa Greg Kading, koji je radio na slučaju, izjavio je za VH1 da ima optužujuće dokaze protiv VARDELL "Poochie" Fouse, člana bande koji pripada mafiji. Kading, koji je napustio policiju Los Anđelesa nakon što je povučen sa slučaja, tvrdi da ubistvo nikada neće biti rešeno.

## Zaveštanje (Legat)
Bigijeva smrt je došla kad je reper trebalo da završi svoj drugi album, “Life After Death”. U svetlu Bigijevog ubistva, album je bio ogroman hit koji je prodat u skoro 700.000 primeraka u prvoj nedelji. Dve godine kasnije, “Born Again”, album Bigijevih neobjavljenih materijala, je izdat. Treći album ekstra materijala, “Duets: The Final Chapter”, objavljen je 2005. godine.
Danas, Bigi važi za jednog od najcenjenijih hip-hop izvođača u muzičkoj industriji. Nekoliko muzičara su odali poštovanje tako što su ga spomenuli u svojim pesmama, a njegov muzički stil je oponašao bezbroj nadolazećih umetnika. Nesumnjivo, njegov talenat kao pisca i repera nastavljaće da se priznaje i u decenijama koje dolaze.

## Spoljašnje veze
- Biggie Smalls - prepoznatljiv po njoj
- Kralj Njujorka od 170 kila: 20 godina od smrti Bigija (B92, 9. mart 2017)